# Tamao Tamamura
Tamao Tamamura (玉村 たまお Tamamura Tamao?) es un personaje del manga y anime Shaman King.

## Descripción
Tamao es una muchacha tímida y gentil que está enamorada de Yoh Asakura, a pesar de saber que él está enamorado de su prometida, Anna Kyōyama. Al principio del manga, ella es tan tímida que usaba su libro e imágenes para indicar lo que quería decirle a la gente. Desde temprana edad es huérfana, pero fue llevada a la familia Asakura por el padre de Yoh, Mikihisa Asakura.
Aunque en el animé que fue televisado en el 2001 se hace una insinuación de una relación un tanto peculiar en la que Tamao junto con Yoh y Anna tienen el deber de hacer perdurar el apellido Asakura.
La especialidad de Tamao es la tabla kokkuri, bastante parecida a una tabla de ouija, que usa para realizar adivinación. Ella también es una ascética , como Mikihisa. Sus espíritus son Conchi, un kitsune y Ponchi, un tanuki. Mikihisa también tiene un kitsune y un tanuki, pero mucho más grandes y fuertes. 
En el último manga, ella aparece ya adulta cuidando al hijo de Yoh y Anna, Hana Asakura, ya que los padres han estado fuera de casa. Al parecer Hana no conoce a sus padres, y cree que Tamao es Anna, ya que ésta se viste y actúa como ella para no causar problemas.
actualmente ya es una okami y atiende fumbari onsen con ryu y las hanagumi , cambiando completamente su personalidad , siendo más intimidante y aterradora que la misma ana 
- Datos: Q6358259